# 三國得諡者列表
三國得諡者列表列出三國時期除君主以外所有得到諡號的人物。

## 曹魏

### 宗親
| 皇族：36位 \| \| - 曹淑：平原懿公主 - 曹彰：任城威王 - 曹植：陳思王 - 曹熊：蕭懷王 - 曹炳：蕭哀王 - 曹昂：酆愍王 - 曹琬：酆恭王 - 曹鑠：相殤王 - 曹沖：鄧哀王 - 曹林：沛穆王 - 曹袞：中山恭王 - 曹玹：濟陽懷王 - 曹壹：濟陽悼公 - 曹峻：陳留恭王 - 曹矩：范陽閔王 - 曹敏：范陽原王 - 曹上：臨邑殤公子 - 曹勤：剛殤公子 \| - 曹乘：穀城殤公子 - 曹整：郿戴公子 - 曹範：郿悼公 - 曹京：靈殤公子 - 曹均：樊安公 - 曹抗：屯留定公 - 曹棘：廣宗殤公子 - 曹徽：東平靈王 - 曹協：贊哀王 - 曹尋：贊殤王 - 曹蕤：北海悼王 - 曹鑑：東武陽懷王 - 曹霖：東海定王 - 曹禮：元城哀王 - 曹邕：邯鄲懷王 - 曹貢：清河悼王 - 曹儼：廣平哀王 - 曹殷：安平哀王 \| | 國戚：10位 - 卞廣：開陽恭侯 - 卞遠：開陽敬侯 - 甄儼：安城鄉穆侯 - 甄像：魏昌貞侯 - 甄暢：魏昌恭侯 - 郭浮：梁里亭戴侯 - 郭都：武城亭孝侯 - 郭成：新樂亭定侯 - 毛嘉：安國節侯 - 郭滿：西都定侯 | |
| | - 曹淑：平原懿公主 - 曹彰：任城威王 - 曹植：陳思王 - 曹熊：蕭懷王 - 曹炳：蕭哀王 - 曹昂：酆愍王 - 曹琬：酆恭王 - 曹鑠：相殤王 - 曹沖：鄧哀王 - 曹林：沛穆王 - 曹袞：中山恭王 - 曹玹：濟陽懷王 - 曹壹：濟陽悼公 - 曹峻：陳留恭王 - 曹矩：范陽閔王 - 曹敏：范陽原王 - 曹上：臨邑殤公子 - 曹勤：剛殤公子 | - 曹乘：穀城殤公子 - 曹整：郿戴公子 - 曹範：郿悼公 - 曹京：靈殤公子 - 曹均：樊安公 - 曹抗：屯留定公 - 曹棘：廣宗殤公子 - 曹徽：東平靈王 - 曹協：贊哀王 - 曹尋：贊殤王 - 曹蕤：北海悼王 - 曹鑑：東武陽懷王 - 曹霖：東海定王 - 曹禮：元城哀王 - 曹邕：邯鄲懷王 - 曹貢：清河悼王 - 曹儼：廣平哀王 - 曹殷：安平哀王 |

### 大臣
85位
上諡
- 文王：晉王司馬昭
- 宣文侯：舞陽侯司馬懿（原諡文侯〔上諡之一、後諡晉宣王〕）
- 忠武侯：舞陽侯司馬師（原諡武侯〔上諡之一、後諡晉景王〕）
- 忠侯：陳侯曹仁、高安鄉侯夏侯惇
- 恭侯：樂城侯曹洪、良成侯臧艾[1]、南鄉亭侯韓暨
- 元侯：召陵侯曹真、安國侯高柔、陽鄉侯傅嘏
- 景侯：兰陵侯王肅、昌邑侯滿寵、東武侯王基、育陽侯黃權、建成鄉侯劉靖、都鄉侯蔣濟、東亭侯劉曄、大利亭侯孫禮
- 敬侯：博平侯華歆、方城侯劉放、長垣侯衛臻、閺鄉侯衛覬、萬歲亭侯荀彧、陵樹亭侯荀攸
- 靖侯：潁陰侯陳群、成陽亭侯何夔
- 穆侯：潁陰侯陳泰、京陵侯王昶、陳侯曹炽[2]、都鄉侯趙儼、都亭侯徐邈、夏侯威[3]
- 肅侯：魏壽鄉侯賈詡、安鄉侯程昱、西鄉侯張既、潁鄉侯辛毗、陽鄉侯王觀、陽里亭侯賈逵、楊暨[4]
- 威侯：良成侯臧霸、高唐侯朱靈[5]、長樂鄉侯郭脩、高陵亭侯曹純、廣昌亭侯樂進、吳質（原諡醜侯〔下諡〕）
- 壯侯：長平侯曹休、鄚侯張郃、陽平侯徐晃、新野侯文聘、牟鄉侯許褚、安樂鄉侯桓嘉[6]、關門亭侯龐德、州泰
- 貞侯：中都侯孫資、陽曲侯郭淮、安樂鄉侯桓階、東鄉侯陳矯、高陽鄉侯常林、津陽亭侯徐宣、清陽亭侯裴潛、陽陵亭侯胡質、洧陽亭侯郭嘉、萬歲亭侯荀霬[7]
- 成侯：定陵侯鍾繇、蘭陵侯王朗、容城侯盧毓、舞陽侯司馬芳[8]、任峻
- 定侯：宣威侯張繡、樂平侯董昭、平陽鄉侯杜襲
- 剛侯：晉陽侯張遼、都亭侯李通、都亭侯蘇則
- 戴侯：東武城侯司馬馗[9]、豐樂亭侯杜畿
- 惠侯：定陵侯鍾毓
- 簡侯：西陵鄉侯和洽
- 孝侯：安阳乡侯崔林

中諡
- 愍侯：博昌亭侯夏侯淵、廣昌亭侯樂綝、都亭侯李典
- 原侯：閬中侯張魯
- 悼侯：昌陵鄉侯夏侯尚

下諡
- 厲侯：益壽亭侯于禁

## 蜀漢
| 皇族：3位 - 劉理：安平悼王 - 劉胤：安平哀王 - 劉承：安平殤王 | 大臣：12位 - 法正：翼侯 - 諸葛亮：武鄉忠武侯 - 蔣琬：安陽亭恭侯 - 費禕：成鄉敬侯 - 陳祗：忠侯 - 夏侯霸：（史失其諡稱） - 關羽：漢壽亭壯繆侯 - 張飛：西鄉桓侯 - 馬超：斄鄉威侯 - 龐統：靖侯 - 黃忠：剛侯 - 趙雲：永昌亭順平侯 |

## 孫吳
| 皇族：4位 - 孙坚：吳武烈帝 - 孫策：長沙桓王 - 孫登：宣太子 - 孙和：昭献皇帝→文帝 | 大臣：6位 - 孫邵：陽羨肅侯 - 張昭：婁縣文侯 - 张承：都鄉定侯 - 顧雍：醴陵肅侯 - 陸遜：江陵昭侯 - 陸抗：江陵武侯 |